# Кенотафи Василију и Боривоју Перишићу у Брђанима
Кенотафи Василију и Боривоју Перишићу у Брђанима налазе се на гробљу Репиште у селу Брђани (Oпштина Горњи Милановац). Подигнути су оцу Василију и сину Боривоју Перишићу, који су као учесници балканских и Првог светског рата преминули 1918. и 1915. године.
Споменици су рад драгачевског каменоресца Богосава Николића.

## Опис
Споменици су у облику стубова са „капом”, израђени од пуховског пешчара. Војници су  приказани су барељефно, у природној величини, у ставу са пушком „при нози”. На лицима доминирају крупне, широм отворене очи. Детаљи ликова и униформи приказани су линеарно и плошно. На споменицима још су видљиви трагови првобитне богате полихромије.
Споменици, израђени од осетљивог пешчара, оштећени су у доњим зонама и склони убрзаном пропадању.
Епитафи су уклесани на полеђини и бочним странама.

## Епитафи

### Споменик Василију Перишићу(†1918)
На споменику оцу Василију уклесан је епитаф примерен оваквим судбинама.
Овај спомен показује име
честитог Србина
краброг ратоборца
ВАСИЛИЈА ПЕРИШИЋА
из Брђана
који часно поживе 48 год.
а као обавезник 3 позива,
4 чете, 1-ог батаљ[она]
шумади[јског] пука
учествовао у рату
српско-турско-бугарском 1912-13. г.
и у аустро-немачком у 1914-18. г.
Прешавши к савезницима
и бӣвши на солунском фронту
разболи се
и умро је у Енглеској болници
у Вертекопу 15. јануара 1918. г.
и тамо сарањен.
Бог да му душу прости.
Овај му спомен подигоше
супруга Крстина
и ћери Емилија и Наталија.

### Споменик Боривоју Перишићу(†1915)
На споменику сину Боривоју уклесане су речи:
Приђи ближе мили роде мој
па код мене мало стој
и прочитај спомен мој.
Овде вене дична младо[ст]
а сестрама превелика жалост.
БОРИВОЈЕ
син Василија Перишића
из Брђана
бивши активни војник
2 чете 2 батаљона 11 пука,
који поживи 20 година.
А разболео се у Приштини,
пусти се кући на боловање
и од бола умро је код своје куће
6. март[a] 1915 г.
Бог да му душу прости.
Овај му спомен подиgоше
мајка Крстина
и ожалошћене му сестре
Емилија и Наталија.